# Medalla James Craig Watson
La Medalla James Craig Watson (en inglés: James Craig Watson Medal) fue establecida por un legado de James Craig Watson, y se concede por la Academia Nacional de Ciencias de Estados Unidos a quienes han realizado extraordinarias contribuciones en astronomía.
Los premiados han sido:
| 1887 | Benjamin Apthorp Gould               |
| 1889 | Eduard Schönfeld                     |
| 1891 | Arthur Auwers                        |
| 1894 | Seth Carlo Chandler                  |
| 1899 | David Gill                           |
| 1913 | Jacobus Kapteyn                      |
| 1916 | Armin Otto Leuschner                 |
| 1924 | Carl Charlier                        |
| 1929 | Willem de Sitter                     |
| 1936 | Ernest William Brown                 |
| 1948 | Samuel Alfred Mitchell               |
| 1951 | Herbert R. Morgan                    |
| 1955 | Chester B. Watts                     |
| 1957 | George Van Biesbroeck                |
| 1960 | Yusuke Hagihara                      |
| 1961 | Otto Heckmann                        |
| 1964 | Willem Jacob Luyten                  |
| 1965 | Paul Herget                          |
| 1966 | Wallace Eckert                       |
| 1969 | Jürgen Moser                         |
| 1972 | André Deprit                         |
| 1975 | Gerald Maurice Clemence              |
| 1979 | Charles Kowal                        |
| 1982 | Stanton J. Peale                     |
| 1985 | W. Kent Ford                         |
| 1986 | Robert Leighton                      |
| 1991 | Maarten Schmidt                      |
| 1994 | Yasuo Tanaka                         |
| 1998 | Carolyn Shoemaker y Eugene Shoemaker |
| 2001 | David Todd Wilkinson                 |
| 2004 | Vera Rubin                           |
| 2007 | Michael Skrutskie y Roc Cutri        |
| 2010 | Margaret J. Geller                   |
| 2012 | Jeremiah P. Ostriker                 |
| 2014 | Robert Kirshner                      |
| 2016 | Timothy M. Brown                     |
| 2018 | Ewine van Dishoeck                   |
| 2020 | Lisa Kewley                          |

- Datos: Q1143433